# ハンサ

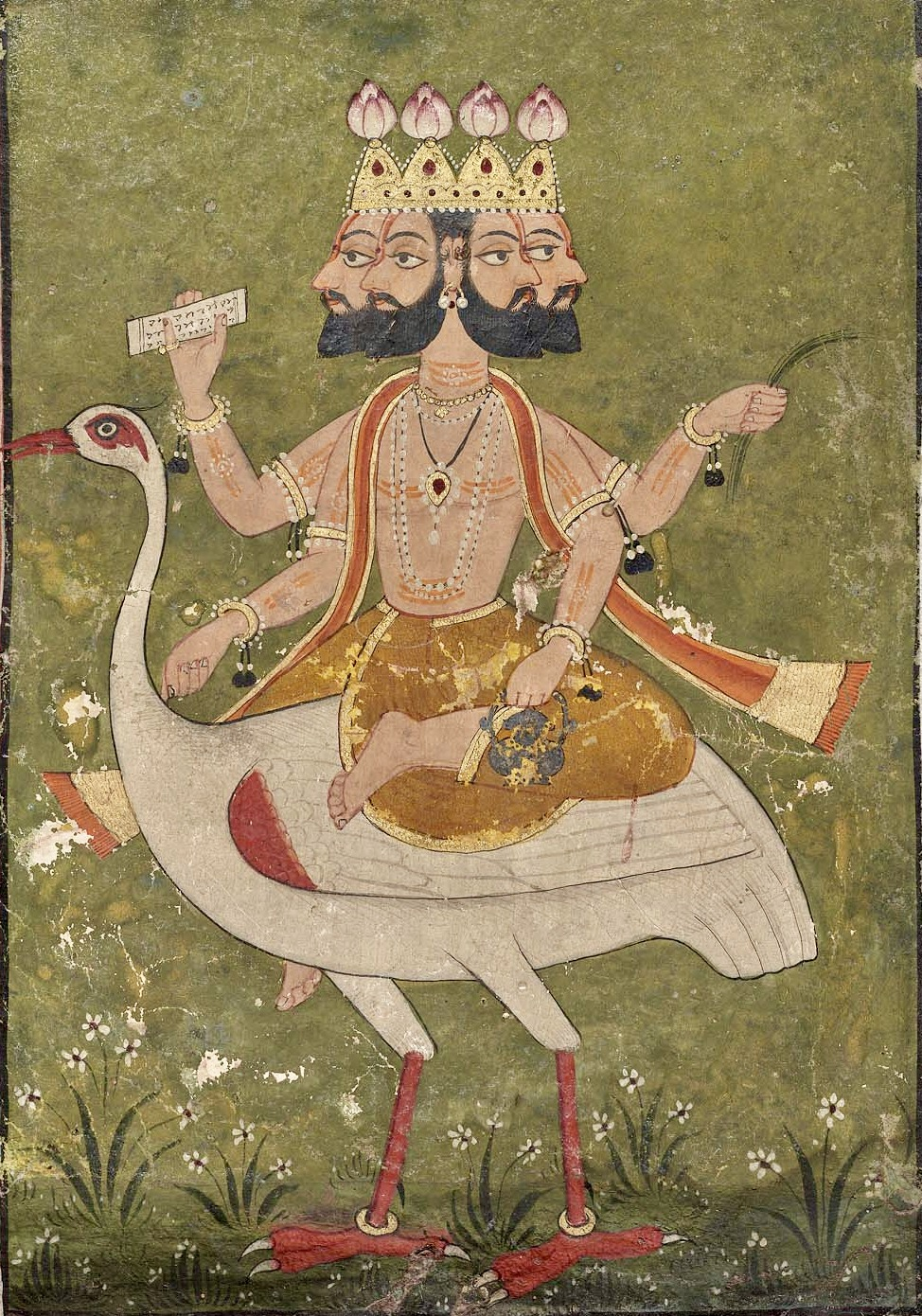
ハンサの上に乗るブラフマー

ハンサ（サンスクリット: Haṃsa; Hansha）は、ヒンドゥー教に伝わる神鳥。
白いガチョウの姿をしており、ブラフマーの乗り物とされる。
純粋さや神の知識などを司り、高次元の存在（ブラフマー）への到達のシンボルとして扱われている。

## 語源
サンスクリットにおけるこの語は〈ガチョウ〉・〈ハクチョウ〉・〈ガチョウやアヒルの雄〉といった水鳥の類を意味し、元をたどれば英語の goose などの語源でもある印欧祖語 *ǵʰh₂ens- に行き着くとされる。